# Paroedura bastardi
Espèce
Synonymes
- Phyllodactylus bastardi Mocquard, 1900

Statut de conservation UICN

 LC  : Préoccupation mineure
Paroedura bastardi est une espèce de geckos de la famille des Gekkonidae.

## Répartition
Cette espèce est endémique de Madagascar.

## Étymologie
Cette espèce est nommée en l'honneur d'Eugène Joseph Bastard (1865–1910).

## Publication originale
- Mocquard, 1900 : Diagnose d'espèces nouvelles de Reptiles de Madagascar. Bulletin du Muséum national d'Histoire naturelle, Paris, vol. 6, p. 345-348 (texte intégral).